# Грабічек
Грабічек(пол. Grabiczek, Grabiczka, Grobiczek) — невелика річка в Польщі, ліва притока Дрвенци. Протікає на території Вармінсько-Мазурського воєводства. Живиться річка водами річок Дульовка та Жулавка. Довжина річки становить 25 км, площа басейну — 139,5 км².